# Helpsen
Helpsen er en by og kommune i det nordvestlige Tyskland med knap 2.000 indbyggere (2013)[kilde mangler], beliggende som kommuneadministration i Samtgemeinde Nienstädt i den centrale/vestlige del af Landkreis Schaumburg. Denne landkreis ligger i delstaten Niedersachsen.

## Geografi
Helpsen er beliggende i et åbent landskab vest for landkreisens administrationsby Stadthagen mellem Bückeberg og Schaumburger Wald. Til hver af byerne Stadthagen, Obernkirchen og Bückeburg er der en afstand på omkring 7 km.
Ud over byen Helpsen, består kommunen af landsbyerne Kirchhorsten og Südhorsten.

### Nabokommuner
Helpsen grænser (med uret fra nordøst) op til: Byen Stadthagen, kommunen Nienstädt, byen Obernkirchen samt kommunerne Seggebruch og Hespe. Kommunerne Helpsen, Hespe og Seggebruch danner tilsammen kommunefællesskabet „Bergkruggemeinden“.